# Stal Mielec

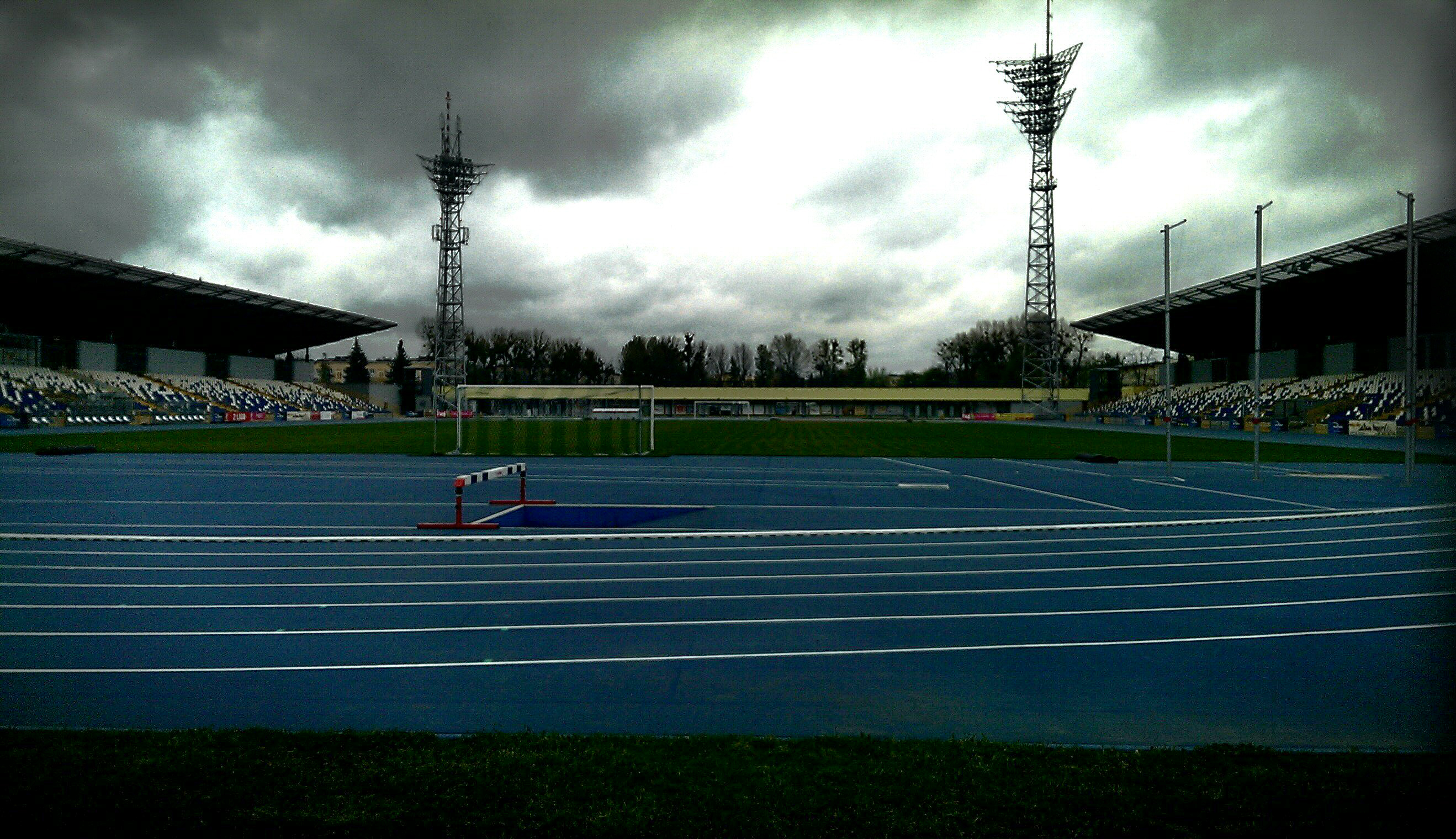
Stadion Stali Mielec

Stal Mielec, plným názvem Klub Sportowy FKS Stal Mielec, je polský fotbalový klub z města Mielec. Zlatou éru prožíval v 70. letech 20. století. Tehdy získal oba své tituly polského mistra (1973, 1976), vyhrál polský fotbalový pohár (1973, 1976) a dospěl až do čtvrtfinále Poháru UEFA 1975/76. Hvězdou týmu byl tehdy polský reprezentant Grzegorz Lato. V 90. letech se však klub dostal do ekonomických problémů a hrál třetí polskou ligu. V současnosti klub hraje nejvyšší soutěž Ekstraklasa.

## Úspěchy
- Mistr polské ligy - 2x (1972/73, 1975/76)

## Historické názvy
- 1939 – KS PZL Mielec
- 1946 – RKS PZL Zryw Mielec
- 1949 – ZKS Stal Mielec
- 1957 – FKS Stal Mielec
- 1977 – FKS PZL Stal Mielec
- 1995 – MKP Mielec
- 1998 – MKP Lobo Stal Mielec
- 1997 – MKP Stal Mielec
- 2002 – KS Stal Mielec
- 2003 – KS FKS Stal Mielec

## Účast v evropských pohárech
- 1. kolo Poháru mistrů evropských zemí 1973/74
- Čtvrtfinále Poháru UEFA 1975/76
- 1. kolo Poháru mistrů evropských zemí 1976/77
- 1. kolo Poháru UEFA 1979/80
- 1. kolo Poháru UEFA 1982/83